# Franz Behr
Franz Behr (22 luglio 1837 – 15 febbraio 1898) è stato un compositore tedesco.
Behr componeva canzoni per le danze nei salotti. Era tanto popolare un tempo che il numero delle opere da lui pubblicate raggiunge circa il numero di 582. Le sue raccolte includono lavori come Royal Gavotte, The camp of Gypsies (Im Zigeunerlager, Op.424 No.3), Will O' the Wisp (Op.309 No.2), Valse des Elfes (Op.497), Perciotta, Serenade Catalane e Evening Chimes in the Mountains.
Bahr cambiò due volte il proprio nome e sotto di essi pubblicò diverse opere:
- sotto il nome di G. Bachmann, scrisse pezzi come Marche Bulgare, Succès-mazurk,  Collier de Rubis, Paris-Valse, Gavotte Duchesse, Floreal Mazurka;
- sotto il nome di Charles Godard invece pubblicò opere come La Belle fileuse, L'Angeus (Op. 65) e Danse D'Etoile-Valse (Op. 66).

Comunque, l'unico pezzo del suo innumerevole repertorio che appare in epoca moderna è Lachtäubchen, Scherzpolka in Fa maggiore, Op. 303.
Esso è riconosciuto soprattutto sotto il nome francese la rieuse, Polka Badine, e sotto forma di trascrizione come pezzo di un piano virtuoso, Polka de W.R., ricomposta da Sergej Vasil'evič Rachmaninov. La canzone era così tanto apprezzata dal padre di Rachmaninov, che il compositore russo decise di nominare il pezzo Polka de W.R. inspirandosi proprio al nome del suo adorato padre: la W. sta appunto per "Wassilly"; la R. invece per il cognome, Rachmaninov.
Tuttavia, non si sa ancora se Rachmaninov sapesse che il vero autore del pezzo fosse Behr oppure se pensasse che la melodia fosse stata composta da suo padre.
Comunque, nell'edizione pubblicata di Polka de W.R. non venne data nessuna riconoscenza a Behr e si pensò fosse un pezzo originale di Rachmaninov fino al tardo ventesimo secolo, quando fu identificato finalmente il vero compositore.
Tutt'oggi però i compositori del pezzo sono classificati come "Behr/Rachmaninov" o "Behr, arr Rachmaninov"